# Royal Mail (motorfiets)
Royal Mail is een Brits historisch merk van motorfietsen.
Royal Mail is een zeer onbekend merk.
Het produceerde in elk geval rond 1905 motorfietsen die waren voorzien van door Paul Kelecom ontwikkelde Antoine eencilinder viertaktmotoren. De motoren van Kelecom waren in die tijd bijzonder populair. Kelecom was in die tijd een van de beste constructeurs man kop/zijklepmotoren.